# Remate (arquitectura)
En arquitectura, se denomina remate a todos los elementos que se colocan sobre la construcción para coronarla o adornar su parte superior. El término también se usa para todo ornamento que corona la parte superior de un mástil, como por ejemplo, el remate del mango de un hacha o el remate del mástil de una bandera.

## Tipología
Entre los más habituales, podemos distinguir:
- Acrotera, es un pedestal corto en lo alto de los edificios para sostener un objeto y por derivación también se conocen con este nombre al objeto sostenido.
- Aguja, pináculo muy agudo, que se usa con frecuencia para fines decorativos.
- Albardilla. tejadillo que se pone en los muros para que el agua no penetre en ellos, o resbale por su superficie.[1]
- Almenas, especie de grandes dientes en que terminan los muros de las fortalezas, muchas veces perforados por troneras o saeteras.
- Ático o cuerpo superior de una fachada cuyo fin es disimular el nacimiento de la cubierta. Dentro de estos, se encuentra el ático escalonado o flamenco, que toma forma escalonada.
- Chapitel, remate en forma piramidal o cónica de una torre.
- Cimacio
- Crestería o serie de remates calados propios de la arquitectura gótica.
- Flecha, chapitel muy elevado y agudo en las torres góticas.
- Merlones, o grandes almenas para la artillería.
- Pináculo torrecilla maciza que se sitúa sobre los botareles y otros estribos para darles más peso.
- Otros como piñas, jarrones, pebeteros, antefijas o piezas ornamentadas que cierran las bocatejas del alero.

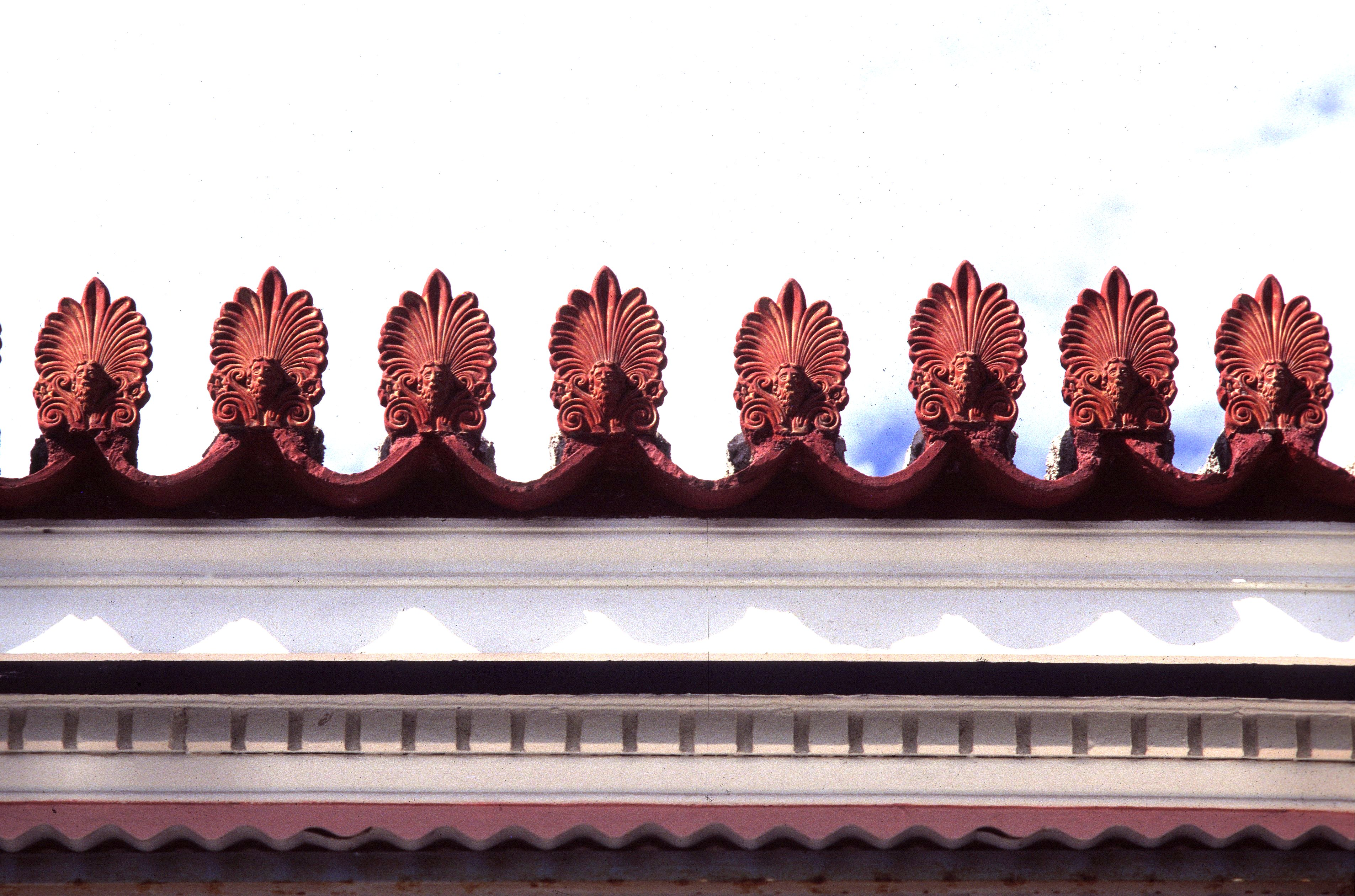
Acróteras
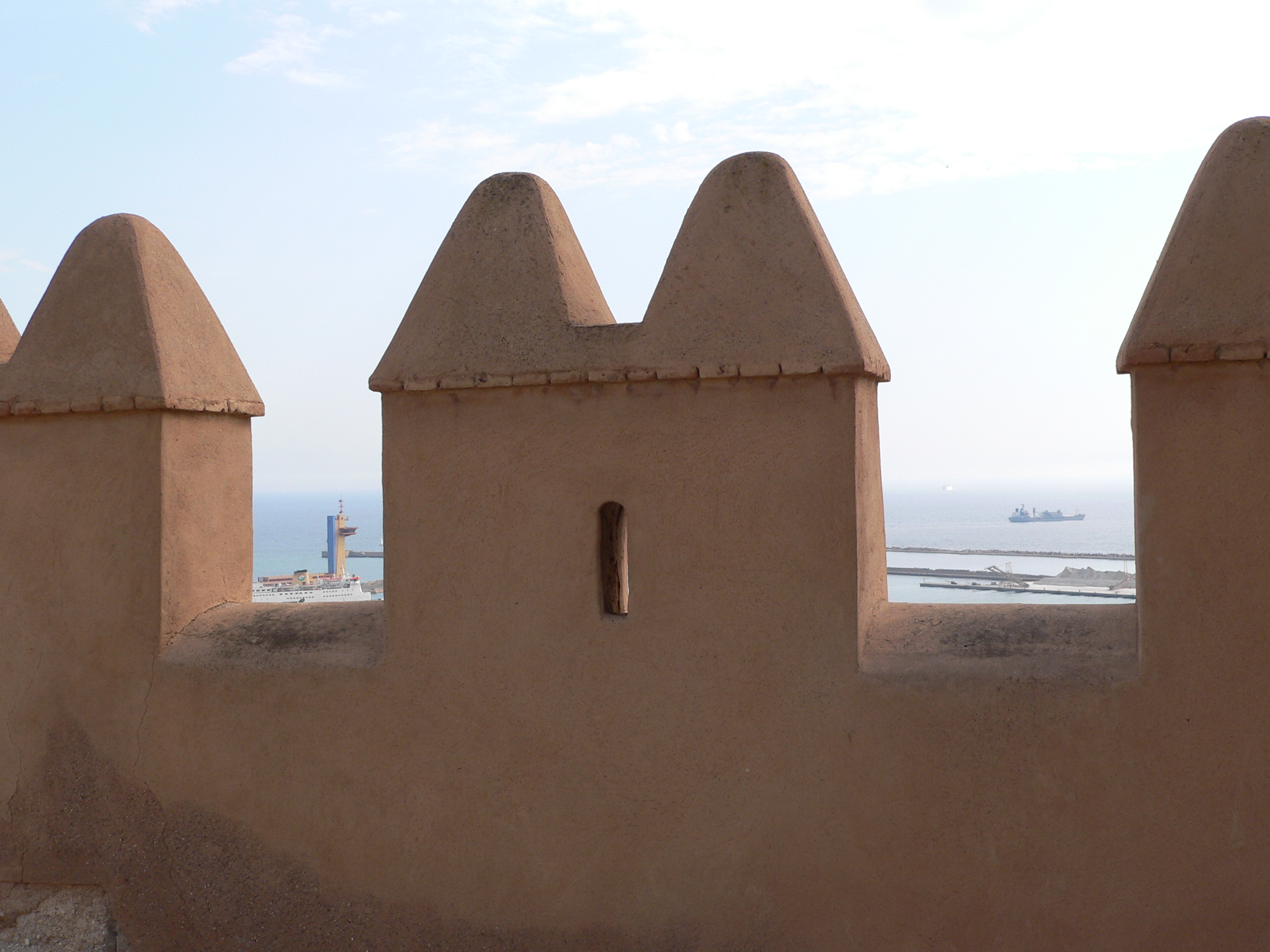
Merlón
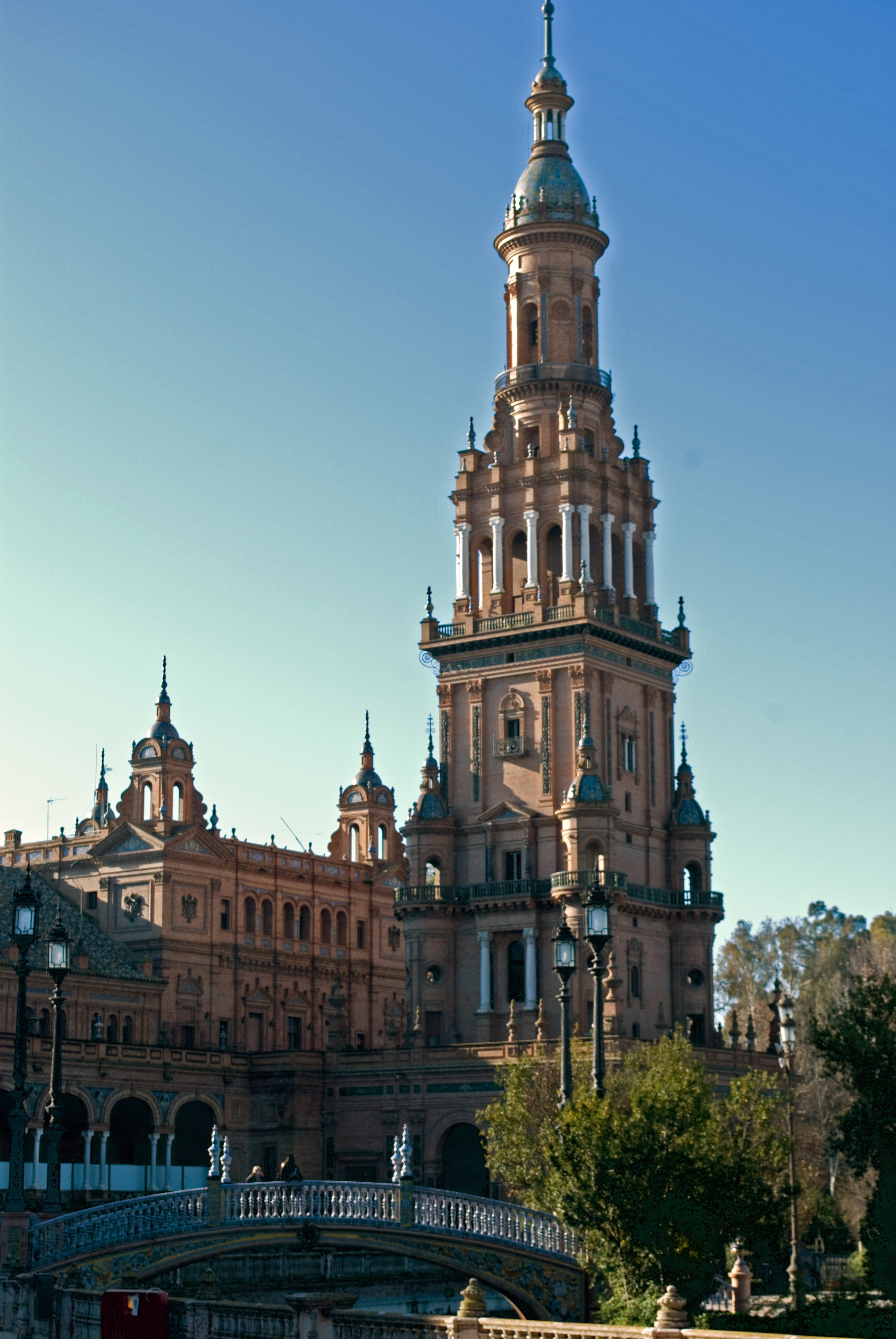
Chapitel
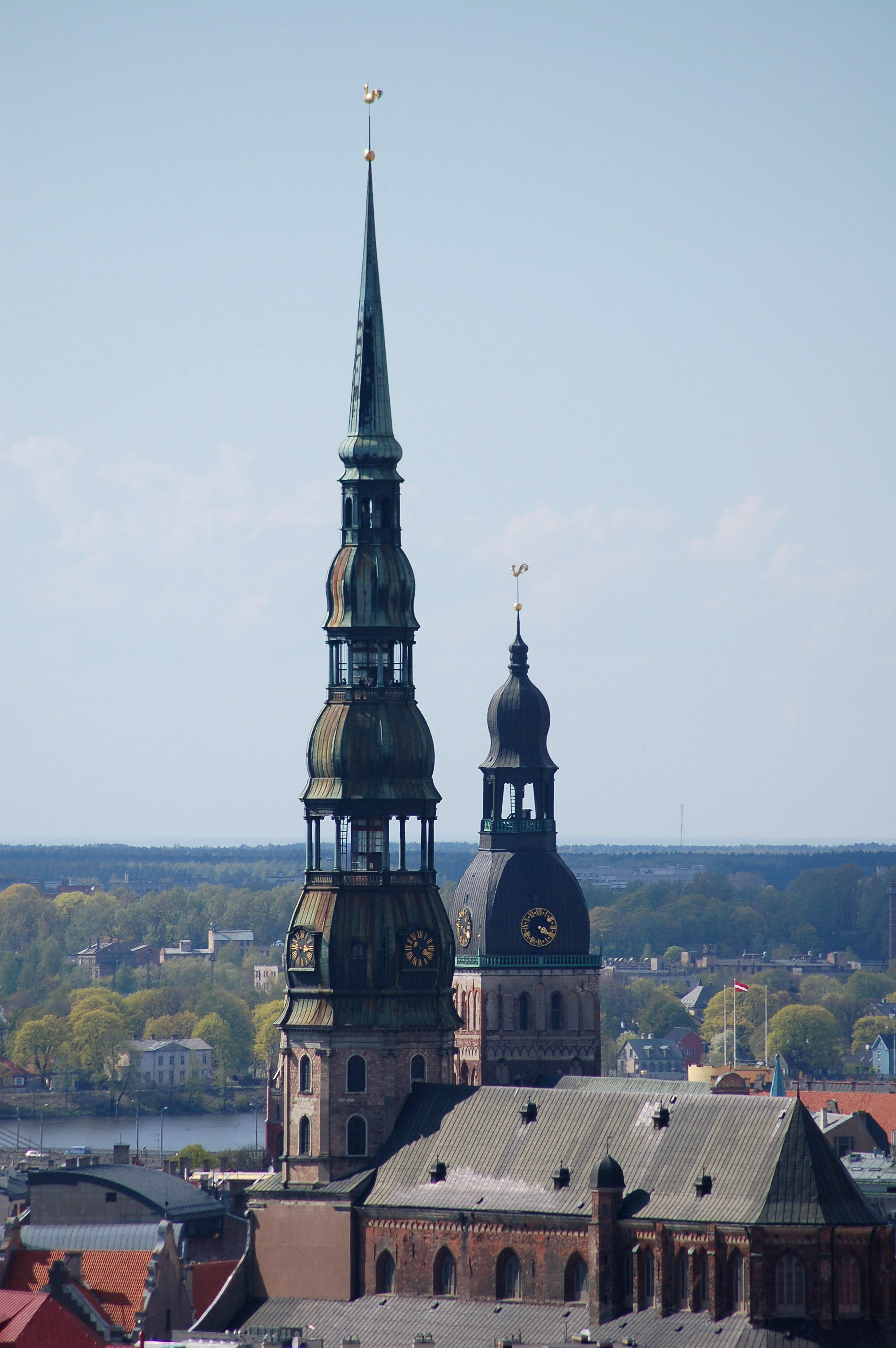
Chapitel en flecha
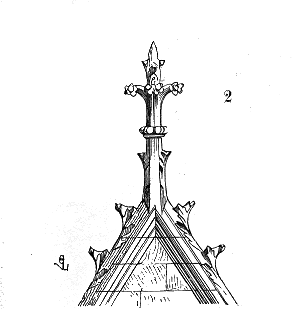
Pináculo